# 迫水久常
迫水久常（日语：迫水 久常，1902年8月5日—1977年7月25日），日本的政治家，曾任邮政大臣、内阁书记官长、内阁府特命担当大臣、日本参议院议员、日本众议院议员。1945年负责起草了裕仁天皇的《终战诏书》的初稿。

## 生平
當時日本接受『波茨坦宣言』並決定結束戰爭，他是1945年8月9日御前會議上促成天皇決定的貢獻者之一。在廣島原子彈的壓力下，為了儘速解決遲遲無法在內閣會議取得接受波茨坦宣言投降的多數決議，內閣總理大臣鈴木貫太郎決定訴諸御前會議．請天皇『聖斷』，然而，程序上召要開御前會議，必須要有陸軍總參謀長梅津美治郎和海軍軍令部總長豐田副武的簽名文件．迫水以時間緊迫為由，接受『使用簽名文件前一定要提前聯繫我們，並徵得同意。』的條件，在9日上午收到了兩人簽名的花押．結果，在鈴木貫太郎授意下，並沒有事先通知或取得同意的情況下，下午就召開了御前會議。如此召開的御前會議，成為程序上的欺騙（迫水聲稱這是他自己的決定），自始便是鈴木為了要求聖斷而召開的．陸軍大臣阿南惟幾接到通知後前來抗議。迫水做了一個虛假的解釋，他說：“這次會議的目的是讓陛下聽取與會者的想法，而不是得出結論。”